# Claudio Eusepi
Claudio Eusepi (Villalba, 26 aprile 1956) è un ex calciatore italiano, di ruolo centrocampista.

## Carriera
Dal 1968 al 1970 è nella scuola calcio della Polisportiva Villalba Ocres Moca 1952 e nel 1970-1971 è con gli Allievi e Juniores.
Nel 1972-1973 è con gli allievi del GS OMI Roma (Gruppo Sportivo della Società Ottico Meccanica Italiana e rilevamenti aerofotogrammetrici fondata da Umberto Nistri a Tor Marancia) con cui esordisce in Serie D Girone F.
Nel 1973-1974 l'OMI Roma si fonde con il LVPA Frascati e prosegue la sua carriera in Serie D.
Nello stesso anno viene chiamato a far parte del settore giovanile del Pescara in cui militerà nel Campionato Primavera negli anni 1974-1975 e 1975-1976.
Nel campionato 1977-1978 è con la prima squadra del Pescara, esordendo in Serie A il 5 marzo 1978 in occasione del successo interno per 1-0 sulla Lazio in cui disputa 2 incontri.
Nello stesso anno è in prestito all'Avezzano guidata in Serie C2 da Feliciano Orazi dove disputa 19 incontri.
Nel campionato 1979-1980 torna a Pescara dove ha disputato 5 incontri in Serie A con la maglia del Pescara.
Nei campionati 1980-1981 e nel 1981-1982 coi biancoazzurri ha collezionato rispettivamente 18 e 20 presenze in Serie B.
Nel campionato 1982-1983 milita con il Teramo in Serie C.
Nel campionato 1983-1984 Girone F è con la maglia della Fermana nel Campionato Interregionale, disputa 30 incontri e vince il campionato. Con i gialloneri l'anno 1984-1985 disputa 28 incontri in Serie C.
Nel 1985-1986 è con la Polisportiva Villalba Ocres Moca, dopo 26 incontri in Promozione ed aver ottenuto il 4° posto in classifica si conclude la sua carriera da calciatore.